# Fran González
Francisco Javier "Fran" González Pérez (født 14. juli 1969 i Carreira, Spanien) er en tidligere spansk fodboldspiller (venstre midtbane).
Fran spillede hele sin seniorkarriere, fra 1987 til 2005, hos den galiciske storklub Deportivo La Coruña. Gennem sine 17 år på holdet opnåede han status som klublegende, og var blandt andet med til at vinde det spanske mesterskab i år 2000 samt pokalturneringen Copa del Rey i 2002.
Fran spillede desuden 16 kampe og scorede to mål for Spaniens landshold. Han var en del af det spanske trup til EM i 2000 i Belgien og Holland. Han spillede to af spaniernes fire kampe i turneringen, hvor holdet blev slået ud i kvartfinalen, efter et dramatisk nederlag til Frankrig.